# 郃阳高原鳅
郃阳高原鳅（学名：Triplophysa heyangensis）为輻鰭魚綱鯉形目條鳅科高原鳅属的鱼类。在中国，分布于陕西合阳县汉树头村。该物种的模式产地在陕西合阳县汉树头村流入黄河的一条支流中。

## 扩展阅读
維基物種上的相關：郃阳高原鳅